# Daniel Gluckstein
Daniel Gluckstein, född 3 mars 1953 i Paris, är en fransk trotskistisk politiker. Han ställde upp i franska presidentvalet 2002 som kandidat för Parti des travailleurs; han fick 0,47 procent av rösterna. År 2015 grundade Gluckstein Parti ouvrier indépendant démocratique.